# Segunda División de Andorra 2017-18
La Segunda División de Andorra 2017-18 (oficialmente y en catalán: Segona Divisió de Andorra 2017-18), conocida desde la temporada 2015-16 como Lliga Biosphere fue la 19.ª edición de la Segunda División de Andorra. La temporada empezó el 23 de septiembre de 2017 y finalizó el 13 de mayo de 2018.

## Equipos de la temporada 2017-18
| Equipo                  | Localidad               | 2016-17               |
| ----------------------- | ----------------------- | --------------------- |
| Ordino                  | Ordino                  | Primera División (7°) |
| Jenlai                  | Andorra la Vieja        | Primera División (8°) |
| CF Atlètic Amèrica      | Las Escaldas-Engordany  | 3°                    |
| Atlètic Club d'Escaldes | Las Escaldas-Engordany  | 4°                    |
| FS La Massana           | La Massana              | 5°                    |
| FC Ranger's             | Andorra la Vieja        | 6°                    |
| CE Carroi               | Andorra la Vieja        | 2° (2015-16)          |
| UE Santa Coloma B       | Santa Coloma de Andorra | Copa Federació (1°)   |
| FC Encamp B             | Encamp                  | Copa Federació (2°)   |
| FC Lusitanos B          | Andorra la Vieja        | Copa Federació (4°)   |

## Sistema de competición
Los siete equipos y los tres filiales de Segunda División se enfrentaron todos contra todos en dos ruedas. Una vez finalizada la fase regular, los cinco mejores equipos participaron de la Ronda por el campeonato excepto los filiales.
En esta segunda y última etapa, cada equipo enfrentó a sus respectivos rivales de ronda en una oportunidad, comenzando su participación con la misma cantidad de puntos con la que finalizaron la fase regular. Aquel equipo que al cierre de esta ronda  sumó mayor puntuación se consagró campeón y ascendió a la Primera División, el subcampeón jugó una promoción a doble partido contra el penúltimo de Primera División para mantener su lugar en la liga o ascender.

## Fase regular

### Clasificación
| Pos. | Equipo                  | Pts. | PJ | G  | E | P  | GF | GC | Dif. |                                  |
| ---- | ----------------------- | ---- | -- | -- | - | -- | -- | -- | ---- | -------------------------------- |
| 1    | Ordino                  | 43   | 18 | 14 | 1 | 3  | 81 | 19 | +62  | Clasificado a los play-off round |
| 2    | Atlètic Club d'Escaldes | 43   | 18 | 14 | 1 | 3  | 57 | 18 | +39  | Clasificado a los play-off round |
| 3    | Carroi                  | 38   | 18 | 12 | 2 | 4  | 66 | 23 | +43  | Clasificado a los play-off round |
| 4    | La Massana              | 35   | 18 | 11 | 2 | 5  | 60 | 35 | +25  | Clasificado a los play-off round |
| 5    | UE Santa Coloma B       | 21   | 18 | 6  | 3 | 9  | 28 | 34 | −6   |                                  |
| 6    | Encamp B                | 21   | 18 | 6  | 3 | 9  | 38 | 52 | −14  |                                  |
| 7    | Jenlai                  | 16   | 18 | 7  | 1 | 10 | 43 | 64 | −21  | Clasificado a los play-off round |
| 8    | Ràngers                 | 13   | 18 | 4  | 1 | 13 | 23 | 79 | −56  |                                  |
| 9    | Lusitanos B             | 1    | 18 | 2  | 1 | 15 | 25 | 73 | −48  |                                  |
| 10   | Atlètic Amèrica (D)     | 13   | 9  | 5  | 1 | 3  | 19 | 21 | −2   | Retirado de la competición       |

 Fuente: FAF
Notas:
1. ↑  Jenlai se descontaron 6 puntos.
2. ↑  Lusitanos B se descontaron 6 puntos.
3. ↑  Atlètic Amèrica se descotaron 3 puntos.

### Resultados
- Los horarios corresponden a la CET (Hora Central Europea) UTC+1 en horario estándar y UTC+2 en horario de verano.

| CE Carroi         | 2 - 2 | Atlètic Amèrica         | Centre d'Entrenament de la FAF 2 | 23 de septiembre | 20:30 |
| CE Jenlai         | 7 - 1 | Lusitanos B             | Camp d'Esports d'Ordino          | 24 de septiembre | 12:15 |
| La Massana        | 4 - 1 | Rangers                 | Camp d'Esports d'Ordino          | 24 de septiembre | 15:00 |
| Emcamp B          | 2 - 3 | Atlètic Club d'Escaldes | Camp de Futbol-7 d'Encamp        | 24 de septiembre | 17:00 |
| UE Santa Coloma B | 1 - 1 | Ordino                  | Centre d'Entrenament de la FAF 2 | 24 de septiembre | 20:00 |

| Ordino                  | 4 - 1 | La Massana        | Centre d'Entrenament de la FAF 2 | 30 de septiembre | 20:30 |
| Atlètic Amèrica         | 4 - 0 | UE Santa Coloma B | Camp d'Esports d'Ordino          | 1 de octubre     | 12:00 |
| Atlètic Club d'Escaldes | 4 - 1 | CE Jenlai         | Centre d'Entrenament de la FAF 2 | 1 de octubre     | 14:00 |
| Rangers                 | 4 - 4 | Emcamp B          | Camp d'Esports d'Ordino          | 1 de octubre     | 15:05 |
| Lusitanos B             | 0 - 7 | CE Carroi         | Centre d'Entrenament de la FAF 2 | 1 de octubre     | 20:00 |

| Ordino            | 8 - 0 | Atlètic Amèrica         | Centre d'Entrenament de la FAF 2 | 8 de octubre | 12:00 |
| CE Carroi         | 0 - 0 | Atlètic Club d'Escaldes | Camp d'Esports d'Ordino          | 8 de octubre | 12:00 |
| UE Santa Coloma B | 2 - 1 | Lusitanos B             | Centre d'Entrenament de la FAF 2 | 8 de octubre | 14:00 |
| La Massana        | 7 - 0 | Emcamp B                | Camp d'Esports d'Ordino          | 8 de octubre | 15:05 |
| CE Jenlai         | 1 - 4 | Rangers                 | Centre d'Entrenament de la FAF 2 | 8 de octubre | 16:00 |

| Atlètic Club d'Escaldes | 0 - 2  | UE Santa Coloma B | Centre d'Entrenament de la FAF 2 | 14 de octubre | 20:30 |
| Rangers                 | 0 - 11 | CE Carroi         | Camp d'Esports d'Ordino          | 15 de octubre | 12:00 |
| Lusitanos B             | 0 - 3  | Ordino            | Camp d'Esports d'Ordino          | 15 de octubre | 15:00 |
| Emcamp B                | 6 - 4  | CE Jenlai         | Camp de Futbol-7 d'Encamp        | 15 de octubre | 17:00 |
| Atlètic Amèrica         | 2 - 3  | La Massana        | Centre d'Entrenament de la FAF 2 | 15 de octubre | 20:10 |

| UE Santa Coloma B | 0 - 1  | Rangers                 | Centre d'Entrenament de la FAF 2 | 21 de octubre | 20:00 |
| CE Carroi         | 9 - 1  | Emcamp B                | Camp d'Esports d'Ordino          | 22 de octubre | 12:00 |
| Atlètic Amèrica   | 2 - 1  | Lusitanos B             | Centre d'Entrenament de la FAF 2 | 22 de octubre | 14:00 |
| La Massana        | 12 - 3 | CE Jenlai               | Camp d'Esports d'Ordino          | 22 de octubre | 15:00 |
| Ordino            | 4 - 0  | Atlètic Club d'Escaldes | Centre d'Entrenament de la FAF 2 | 22 de octubre | 20:00 |

| Atlètic Club d'Escaldes | 4 - 1 | Atlètic Amèrica   | Centre d'Entrenament de la FAF 2 | 28 de octubre | 20:30 |
| Lusitanos B             | 3 - 3 | La Massana        | Camp d'Esports d'Ordino          | 29 de octubre | 12:00 |
| Rangers                 | 0 - 9 | Ordino            | Centre d'Entrenament de la FAF 2 | 29 de octubre | 14:00 |
| CE Jenlai               | 1 - 3 | CE Carroi         | Camp d'Esports d'Ordino          | 29 de octubre | 15:00 |
| Emcamp B                | 0 - 0 | UE Santa Coloma B | Prada de Moles                   | 29 de octubre | 17:00 |

| La Massana        | 3 - 4 | CE Carroi               | Centre d'Entrenament de la FAF 2 | 4 de noviembre | 20:30 |
| Ordino            | 3 - 1 | Emcamp B                | Camp d'Esports d'Ordino          | 5 de noviembre | 12:05 |
| Atlètic Amèrica   | 3 - 2 | Rangers                 | Camp d'Esports d'Ordino          | 5 de noviembre | 15:00 |
| UE Santa Coloma B | 4 - 2 | CE Jenlai               | Camp d'Esports d'Ordino          | 5 de noviembre | 18:00 |
| Lusitanos B       | 1 - 9 | Atlètic Club d'Escaldes | Centre d'Entrenament de la FAF 2 | 5 de noviembre | 20:00 |

| Rangers    | 1 - 2 | Lusitanos B             | Centre d'Entrenament de la FAF 2 | 11 de noviembre | 20:30 |
| La Massana | 1 - 4 | Atlètic Club d'Escaldes | Camp d'Esports d'Ordino          | 12 de noviembre | 12:05 |
| CE Jenlai  | 0 - 9 | Ordino                  | Camp d'Esports d'Ordino          | 12 de noviembre | 15:10 |
| Emcamp B   | 1 - 2 | Atlètic Amèrica         | Prada de Moles                   | 12 de noviembre | 17:00 |
| CE Carroi  | 1 - 0 | UE Santa Coloma B       | Camp d'Esports d'Ordino          | 12 de noviembre | 18:00 |

| Ordino                  | 1 - 2 | CE Carroi  | Centre d'Entrenament de la FAF 2 | 18 de noviembre | 20:30 |
| Atlètic Amèrica         | 3 - 0 | CE Jenlai  | Camp d'Esports d'Ordino          | 19 de noviembre | 12:00 |
| UE Santa Coloma B       | 1 - 2 | La Massana | Centre d'Entrenament de la FAF 2 | 19 de noviembre | 14:00 |
| Lusitanos B             | 2 - 4 | Emcamp B   | Camp d'Esports d'Ordino          | 19 de noviembre | 15:00 |
| Atlètic Club d'Escaldes | 4 - 0 | Rangers    | Centre d'Entrenament de la FAF 2 | 19 de noviembre | 20:00 |

| Atlètic Club d'Escaldes | 4 - 0 | Emcamp B          | Centre d'Entrenament de la FAF 2 | 25 de noviembre | 20:30 |
| Ordino                  | 6 - 0 | UE Santa Coloma B | Camp d'Esports d'Ordino          | 26 de noviembre | 12:00 |
| Rangers                 | 1 - 6 | La Massana        | Camp d'Esports d'Ordino          | 26 de noviembre | 15:00 |
| Lusitanos B             | 3 - 4 | CE Jenlai         | Centre d'Entrenament de la FAF 2 | 26 de noviembre | 20:00 |
| Atlètic Amèrica         | 0 - 3 | CE Carroi         | Camp d'Esports d'Ordino          | 26 de noviembre |       |

| La Massana      | 2 - 3 | Ordino                  | Centre Esportiu d'Alàs           | 3 de diciembre  | 12:00 |
| CE Carroi       | 9 - 0 | Lusitanos B             | Centre Esportiu d'Alàs           | 3 de diciembre  | 16:00 |
| CE Jenlai       | 0 - 3 | Atlètic Club d'Escaldes | Centre d'Entrenament de la FAF 2 | 9 de diciembre  | 20:00 |
| Emcamp B        | 3 - 0 | Rangers                 | Prada de Moles                   | 10 de diciembre | 17:00 |
| UE Santa Coloma | 3 - 0 | Atlètic Amèrica         | Centre d'Entrenament de la FAF 2 | 10 de diciembre | 20:00 |

| Atlètic Amèrica         | 0 - 3 | Ordino            | Centre d'Entrenament de la FAF 2 | 16 de diciembre | 20:30 |
| Emcamp B                | 1 - 1 | La Massana        | Prada de Moles                   | 17 de diciembre | 17:00 |
| Rangers                 | 0 - 7 | CE Jenlai         | Centre d'Entrenament de la FAF 2 | 17 de diciembre | 20:00 |
| Atlètic Club d'Escaldes | 3 - 2 | CE Carroi         | Centre d'Entrenament de la FAF 2 | 10 de febrero   | 20:30 |
| Lusitanos B             | 0 - 4 | UE Santa Coloma B | Centre d'Entrenament de la FAF 2 | 11 de febrero   | 20:00 |

| CE Carroi         | 2 - 0 | Rangers                 | Centre d'Entrenament de la FAF 2 | 27 de enero | 20:30 |
| Ordino            | 4 - 2 | Lusitanos B             | Centre Esportiu d'Alàs           | 28 de enero | 12:00 |
| CE Jenlai         | 0 - 5 | Emcamp B                | Centre d'Entrenament de la FAF 2 | 28 de enero | 14:00 |
| UE Santa Coloma B | 1 - 4 | Atlètic Club d'Escaldes | Centre Esportiu d'Alàs           | 28 de enero | 15:00 |
| La Massana        | 3 - 0 | Atlètic Amèrica         | Centre d'Entrenament de la FAF 2 | 28 de enero | 20:00 |

| CE Jenlai              | 3 - 2 | La Massana        | Centre d'Entrenament de la FAF 2 | 3 de febrero | 20:30 |
| Rangers                | 2 - 5 | UE Santa Coloma B | Centre Esportiu d'Alàs           | 4 de febrero | 12:00 |
| Atlètic Club d'Escalde | 1 - 0 | Ordino            | Centre d'Entrenament de la FAF 2 | 4 de febrero | 14:00 |
| Emcamp B               | 1 - 4 | CE Carroi         | Prada de Moles                   | 4 de febrero | 17:00 |
| Lusitanos B            | 3 - 0 | Atlètic Amèrica   | Centre d'Entrenament de la FAF 2 | 8 de marzo   | 21:00 |

| UE Santa Coloma B | 4 - 1  | Emcamp B               | Centre d'Entrenament de la FAF 2 | 17 de febrero | 20:30 |
| Atlètic Amèrica   | 0 - 3  | Atlètic Club d'Escalde | Centre Esportiu d'Alàs           | 18 de febrero | 12:00 |
| La Massana        | 1 - 0  | Lusitanos B            | Centre d'Entrenament de la FAF 2 | 18 de febrero | 14:00 |
| Ordino            | 11 - 1 | Rangers                | Centre Esportiu d'Alàs           | 18 de febrero | 15:00 |
| CE Carroi         | 1 - 2  | CE Jenlai              | Centre d'Entrenament de la FAF 2 | 18 de febrero | 20:00 |

| Atlètic Club d'Escaldes | 5 - 0 | Lusitanos B       | Centre d'Entrenament de la FAF 2 | 24 de febrero | 20:30 |
| CE Jenlai               | 2 - 2 | UE Santa Coloma B | Centre Esportiu d'Alàs           | 25 de febrero | 12:00 |
| CE Carroi               | 2 - 3 | La Massana        | Centre Esportiu d'Alàs           | 25 de febrero | 15:00 |
| Emcamp B                | 2 - 3 | Ordino            | Prada de Moles                   | 25 de febrero | 17:00 |
| Rangers                 | 3 - 0 | Atlètic Amèrica   | Centre d'Entrenament de la FAF 2 | 25 de febrero | 20:00 |

| Lusitanos B             | 1 - 3 | Rangers    | Centre d'Entrenament de la FAF 2 | 3 de marzo | 20:30 |
| Atlètic Club d'Escaldes | 1 - 3 | La Massana | Centre Esportiu d'Alàs           | 4 de marzo | 12:00 |
| Ordino                  | 2 - 3 | CE jenlai  | Centre d'Entrenament de la FAF 2 | 4 de marzo | 14:00 |
| Atlètic Amèrica         | 0 - 3 | Emcamp B   | Centre Esportiu d'Alàs           | 4 de marzo | 17:00 |
| UE Santa Coloma B       | 0 - 1 | CE Carroi  | Centre d'Entrenament de la FAF 2 | 4 de marzo | 20:00 |

| CE Jenlai  | 3 - 0 | Atlètic Amèrica         | Centre d'Entrenament de la FAF 2 | 10 de marzo | 20:30 |
| CE Carroi  | 2 - 6 | Ordino                  | Centre Esportiu d'Alàs           | 11 de marzo | 12:00 |
| La Massana | 3 - 1 | UE Santa Coloma B       | Centre d'Entrenament de la FAF 2 | 11 de marzo | 14:00 |
| Emcamp B   | 3 - 2 | Lusitanos B             | Prada de Moles                   | 11 de marzo | 17:00 |
| Rangers    | 0 - 4 | Atlètic Club d'Escaldes | Centre d'Entrenament de la FAF 2 | 11 de marzo | 20:00 |

## Play-offs

### Clasificación
| Pos. | Equipo                  | Pts. | PJ | G  | E | P  | GF | GC | Dif. | clasificado a la promoción             |
| ---- | ----------------------- | ---- | -- | -- | - | -- | -- | -- | ---- | -------------------------------------- |
| 1    | Ordino (C)              | 53   | 22 | 17 | 2 | 3  | 99 | 21 | +78  | Clasificado a Primera División 2018-19 |
| 2    | Atlètic Club d'Escaldes | 47   | 22 | 15 | 2 | 5  | 60 | 23 | +37  | Clasificado al play-off de promoción   |
| 3    | Carroi                  | 42   | 22 | 13 | 3 | 6  | 73 | 35 | +38  |                                        |
| 4    | La Massana              | 42   | 22 | 13 | 3 | 6  | 70 | 41 | +29  |                                        |
| 5    | Jenlai                  | 19   | 22 | 8  | 1 | 13 | 45 | 78 | −33  |                                        |

 Fuente: FAF
Notas:
1. ↑  Jenlai se descontaron 6 puntos.

### Resultados
- Los horarios corresponden a la CET (Hora Central Europea) UTC+1 en horario estándar y UTC+2 en horario de verano.

| Atlètic Club d'Escaldes | 1 - 0 | CE Carroi  | Centre d'Entrenament de la FAF 2 | 8 de abril | 14:00 |
| Ordino                  | 4 - 1 | La Massana | Centre d'Entrenament de la FAF 2 | 8 de abril | 18:15 |

| CE Jenlai  | 0 - 3 | Ordino                  | Centre d'Entrenament de la FAF 2 | 15 de abril | 14:00 |
| La Massana | 3 - 1 | Atlètic Club d'Escaldes | Centre d'Entrenament de la FAF 2 | 15 de abril | 20:00 |

| Atlètic Club d'Escaldes | 0 - 1 | CE Jenlai  | Centre d'Entrenament de la FAF 2 | 22 de abril | 14:00 |
| CE Carroi               | 1 - 1 | La Massana | Centre d'Entrenament de la FAF 2 | 22 de abril | 20:00 |

| Ordino    | 1 - 1 | Atlètic Club d'Escaldes | Centre d'Entrenament de la FAF 1 | 6 de mayo | 14:00 |
| CE Jenlai | 1 - 6 | CE Carroi               | Centre d'Entrenament de la FAF 2 | 6 de mayo | 20:00 |

| La Massana | 5 - 0 | CE Jenlai | Centre d'Entrenament de la FAF 2 | 13 de mayo | 14:00 |
| CE Carroi  | 0 - 9 | Ordino    | Centre d'Entrenament de la FAF 2 | 13 de mayo | 16:00 |

## Play-off de promoción
El tercer equipo ubicado en la clasificación final de la Ronda por la permanencia de la Primera División disputó una serie a doble partido, uno como visitante y otro como local, ante el subcampeón de la Segunda División. El ganador de la eliminatoria participa de la siguiente temporada de la Primera Divisió.
| Encamp                                                                            | 2 - 0 | Atlètic d'Escaldes | Prada de Moles                   | 17 de mayo | 20:30 |
| Atlètic d'Escaldes                                                                | 0 - 0 | Encamp             | Centre d'Entrenament de la FAF 1 | 24 de mayo | 20:30 |
| Encamp permaneció en la categoría tras ganar en el global por un marcador de 2-0. |       |                    |                                  |            |       |